# そらぷち
『そらぷち』は、2007年に放映された日本のテレビドラマ。北海道滝川市に設立されている難病児向けの常設キャンプ施設「そらぷちキッズキャンプ」を題材とした作品であり、滝川市のキッズキャンプを舞台として、難病の後遺症のため前向きになれず自信も失っている少年が、周囲とのふれあいを通じて成長していく様子を描いた単発ドラマである。北海道テレビ放送で製作され、2007年9月29日に放映された。主演は森田直幸。

## あらすじ
北海道滝川市の丸加高原では、難病児のためのキャンプ施設を建設するプロジェクト「ソーラー・キッズ・キャンプ」が進められている。高校3年生の水島信雄は、そのプレキャンプに参加する。
信雄の参加理由は医師を志願しているためだが、キャンプにボランティアスタッフとして参加しているフリーターの西尾夏美に惹かれていることも、理由の一つである。信雄と共にキャンプに参加する根本雅彦は、信雄に夏美への告白を促すが、信雄はかつて患った小児がんの後遺症で、自信を持てずにいる。
キャンプの提唱者である医師の柏木順一郎、信雄を見守る医師の片山慎治や看護師の豊川静江、信雄の幼少期を彷彿させる白血病児の草野徹ら、キッズキャンプのスタッフや参加者たちとの交流、友情、対立、そして恋を経て、信雄は次第に、自分自身と向き合い、成長してゆく。

## キャスト
- 水島 信雄〈18〉 - 森田直幸[5]
- 西尾 夏美〈20〉 - 悠城早矢[5]
- 根本 雅彦〈18〉 - 菊池航紀[5]
- 草野 徹〈10〉 - 柴田稜[5]
- 橋口 香織〈14〉 - 梶沼萌花[5]
- 豊川 静江〈34〉 - 小橋亜樹[5]
- 小早川 武〈25〉 - 藤尾仁志[5]
- 片山 慎治〈42〉 - 布川敏和[5]
- 柏木 順一郎〈53〉 - 本田博太郎[5]

## スタッフ
- 脚本 - 前川洋一[4]
- 音楽 - 増本直樹[6]
- 企画・プロデューサー - 数浜照吾（HTB）[4]
- 演出 - 多田健（HTB）[4]
- 制作 - 小沼秀剛[6]
- 編集 - 遠山千秋（リクリ）[6]

## 製作
当時まだ北海道滝川市の丸加高原にで建設予定であった、難病児のための医療設備を備えたキャンプ場施設「そらぷちキッズキャンプ」の理念や取り組みに着想を得て企画された作品である。HTBの自社制作ドラマで前年の2006年までプロデューサーを務めていた四宮康雅に代わり、前作『大麦畑でつかまえて』でアシスタントプロデューサーであったHTBの数浜照吾が、本作では企画とプロデュースを担当した。
「そらぷちキッズキャンプ」は、医学的サポートのもとで、難病児にも楽しい思い出を作り、生きる希望を見いだしてもらいたいと、小児外科医の横山清七が提唱したものである。数浜照吾は、北海道庁担当の報道記者だった2004年に講演会資料でこのキッズキャンプを知って感銘を受け、テレビでも何度も特集を組んだ経験があった。数浜が本ドラマ制作の前年である2006年に制作部に異動、その2か月後に横山清七が死去したことで、数浜は横山の思いを受け取った人間としての考えを貫き続けた。2007年にドラマのプロデューサーを任されるや、題材をこのキャンプに即決した。「正直言うと、キッズキャンプ以外の題材はまったく考えていなかった」という。キャンプの運営費はすべて寄付金でまかなわれるため、「より多くの人にキャンプのことを知ってもらい、計画を助けてもらえれば」と、ドラマを通じて訴えることも狙いにあった。
登場人物の「柏木順一郎」は、設定上ではキャンプを提唱した故人の医師であり、横山清七をモデルとしている。その柏木に指導を受けた医師「片山慎治」役の布川敏和は、かつて次女が難病を抱えており、その完治までの過程を書籍として著していることもあって起用された。布川は数浜からドラマの説明を受け、「ぜひ参加したい」と快諾した。「病気と闘っている子どもたちや、その家族にエールを送る気持ちで演技に臨んだ」といい、台詞を積極的に提案するなど、制作面でも協力した。キャンプに参加している白血病児の少年「草野徹」は、当初は設定になく、主人公の恋愛のみを描写しようとしたところが、主人公の成長を描く上で、「死」も絡んだ弟分という役柄として、設定された。役柄を演じた柴田稜は、病気の治療の影響で髪の毛が抜けているとの設定であり、長髪をスキンヘッドにして撮影に臨んだ。
撮影は2007年8月上旬に、そらぷちキッズキャンプの建設予定であった丸加高原で、滝川市の全面的なバックアップのもと、10日間にわたって行われた。ドラマの作中に登場するタイトルロゴは、「そらぷちキッズキャンプに関わるたくさんの人たちの思いもドラマに乗せて伝えたい」との意図で、キッズキャンプに参加した児童やスタッフ、地元の滝川の児童が書いた中から選ばれた末に、最終的にはキャンプに参加した9歳の女の子が書いたロゴに決定した。
HTB自社制作のドラマの全国同時のネット放送が前年で打ち切られたために、当初はHTBを含めて数地区のみの放映であったが、同2007年10月から12月にかけて、テレビ朝日系列の各局で順次放映された。

## 作品の評価
2007年9月のHTBの放送番組審議会においては、社会性のあるプロジェクトを紹介した点や、病気の情報が新鮮に伝わる点、主人公と難病の児童の触れ合いによる成長の暖かみが評価された。一方では、難病、自然、ボランティアなど素材だけに頼る制作方法の安易さ、「男だから」「女なんて」という性差のステレオタイプの強調を批判する声などもあった。
2008年12月には、アジアとオセアニアのテレビ番組を対象とする国際コンクール「アジア・テレビジョン・アワード」の単発ドラマ（テレビ映画）部門で、大賞に次ぐ優秀賞を受賞した。HTBの番組が国際テレビコンクールで賞を受けるのは2度目、ドラマ番組としては初めてのことである。